# Cotinus obovatus
Cotinus obovatus är en sumakväxtart som beskrevs av Constantine Samuel Rafinesque. Cotinus obovatus ingår i släktet perukbuskar, och familjen sumakväxter. Inga underarter finns listade i Catalogue of Life.